# Şükrü Gülesin
Şükrü Gülesin (14 de setembre de 1922 - 10 de juliol de 1977) fou un futbolista turc de la dècada de 1940.
Fou 11 cops internacional amb la selecció turca amb la qual participà en els Jocs Olímpics de 1948. Pel que fa a clubs, defensà els colors de Beşiktaş JK, Palermo, i SS Lazio.